# Animal Crossing (videojoc)
Animal Crossing (どうぶつの森+, Dōbutsu no Mori Prasu, Animal Forest+) és un videojoc de simulació de vida desenvolupat per a Nintendo EAD i publicat per Nintendo. És una versió localitzada de Dōbutsu no Mori, un títol de Nintendo 64 que va ser llançat al Japó el 14 d'abril de 2001. Va ser millorat i reeditat per a GameCube al Japó més tard aquest any com a Dōbutsu no Mori+, que es va localitzar a tot el món com a Animal Crossing. Una altra versió, Dōbutsu no Mori e+, va ser llançat al Japó el 2003, afegint les millores realitzades a Animal Crossing a més d'altres funcions addicionals.

## Mecànica de joc
Animal Crossing és un videojoc de no lineal en què l'humà com a personatge jugable es trasllada a un poble poblat d'animals antropomòrfics. El jugador pot viure una via virtual, interactuar amb els animals i realitzar una sèrie de tasques que, generalment, no són obligatòries. Els jugadors assumeixen el rol del nou veí del poble, que més tard es convertirà en l'alcalde o alcaldessa. L'aparença del personatge depèn de les respostes donades a l'inici del videojoc, en una escena on el personatge Fran porta el jugador al seu poble en tren.
El joc es sincronitza amb el rellotge i el calendari intern de Nintendo GameCube, el que permet que es reprodueixi el joc en temps real, que també segueix les estacions i les vacances, com Halloween o Nadal. També se celebren altres activitats com tornejos de pesca o venta d'obres d'art.
En acabar de jugar, els jugadors han de guardar el seu progrés parlant amb un giroide, un dels personatges. Si el jugador apaga la consola abans de guardar, es perd el progrés dela partida, però tota la resta segueix igual. Com a mesura preventiva, quan succeeix això, s'introdueix el personatge Rese T. ado, que adverteix els jugadors perquè no tornin a marxar sense guardar.
Un dels principals objectius del joc és ampliar la mida de la casa al màxim. La casa del jugador és on es podran ubicar tots els mobles comprats o obtinguts al llarg del joc. La casa pot personalitzar-se de moltes maneres, entre elles el color de la taulada, els mobles, la música, les parets o el terra. Com més detallada estigui la casa, més punts obtindrà el jugador al concurs que organitza l'Academia d'Arts Decoratives (AAD).
Tom Nook és un dels personatges més importants. És un ós rentador i el propietari de les botigues locals. a l'inici del joc, Tom entrega al jugador el seu primer habitatge, amb una hipoteca de 19 800 baies (la moneda del joc). Aquestes monedes s'aconsegueixen realitzant feines temporals a les botigues Nook. Un cop aconseguida la quantitat, la casa s'engrandeix. Si es vol anar ampliant la casa, s'entra en un seguit de debtes amb Tom Nook.
El poble compta originalment amb sis veins, nombre que pot anar aumentant fins a quinze. Els veins poden marxar voluntàriament de poble, i el jugador en tant que alcalde o alcaldessa, pot fer fora a qualsevol veí. Els animals tenen un gran repertori d'interaccions amb el jugador, com donar conversa, intercanvi d'objectes i mobles, solicituds, enviament de cartes...